# Ultrakurzwelle

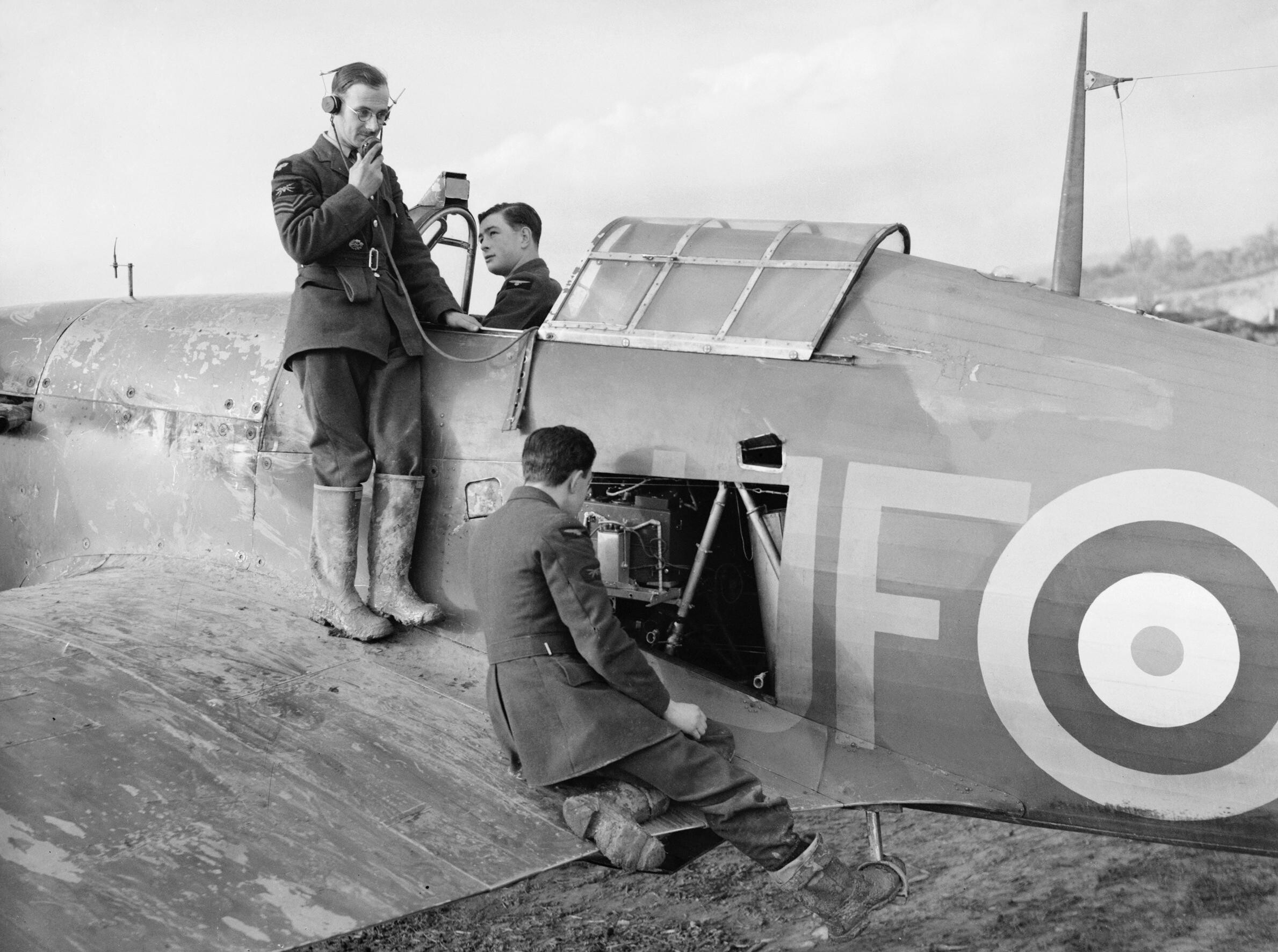
Funktechniker testen den UKW-Sendeempfänger einer Hawker Hurricane Mark I der 601. Squadron RAF, in Exeter, Devon (1940)

Als Ultrakurzwellen (UKW) bezeichnet man elektromagnetische Wellen in einem Frequenzbereich von 30 MHz bis 300 MHz, entsprechend Wellenlängen zwischen zehn Metern und einem Meter. Sie werden entsprechend auch als Meterwellen bezeichnet und liegen zwischen den Kurzwellen (die länger sind als Ultrakurzwellen) und den Dezimeterwellen (die kürzer sind).

## Begriff
Im englischen Sprachraum wird für Ultrakurzwelle der Begriff VHF (very high frequency – sehr hohe Frequenz) verwendet.
Bei Radios wird FM (für Frequenzmodulation) oft als Synonym für UKW verwendet, da analoger Hörfunk auf UKW nur frequenzmoduliert ausgestrahlt wird (im Gegensatz zur Amplitudenmodulation/AM) und umgekehrt frequenzmodulierte Radioausstrahlungen nur auf UKW erfolgen.
Im allgemeinen Sprachgebrauch wird der Begriff UKW häufig eingeschränkt für UKW-Rundfunk im Bereich 87,5 bis 108 MHz des VHF-Bandes II verwendet. Zu den Ultrakurzwellen gehören jedoch auch die für Fernsehsender verwendeten Frequenzen der Rundfunkbänder I und III sowie die unteren und oberen Sonderkanäle des Kabelfernsehens, insbesondere auch die für den Digitalen Hörfunk umgewidmeten Fernsehkanäle 5(A)-12(D).
Das Hyperband (erweiterter Sonderkanalbereich) und die Rundfunkbänder IV und V gehören dagegen zu den Dezimeterwellen.
Weiterhin ist der Begriff UKW auch im Bereich des Sprechfunks gebräuchlich. Es handelt sich dabei vor allem um das 4-m-Band (also die Frequenzen unterhalb des UKW-Rundfunks), die Bereiche des Flugfunks mit Frequenzen oberhalb 108 MHz sowie das 2-m-Band im Bereich von 140 bis 174 MHz, wo sich viele verschiedene professionelle Funkdienste sowie ein Amateurfunkband befinden.

## Reichweite
Die Reichweite der Ultrakurzwellen ist durch den Horizont der elektromagnetischen Wellenausbreitung beschränkt. Dieser entspricht nicht dem optischen Horizont für das sichtbare Licht, da der Brechungsindex der Erdatmosphäre für den UKW-Frequenzbereich mit der Höhe über Grund abnimmt. Daher erscheint die Erdkrümmung für die Ultrakurzwellen flacher als für das sichtbare Licht. Der sogenannte Radiohorizont ist somit weiter entfernt als der optische Horizont.
Anders als beim Lang-, Mittel- und Kurzwellenrundfunk werden ultrakurze Radiowellen, abgesehen von den im Sommer sporadisch auftretenden Überreichweiten (Sporadic-E), nicht an der Ionosphäre reflektiert, so dass ihre terrestrische Reichweite deutlich geringer ist. Bei bestimmten Inversionwetterlagen kann es allerdings zu Überreichweiten kommen. Abhängig vom Sender- und Empfängerstandort, der Sendeleistung und der Empfangsausrüstung liegt die Reichweite eines UKW-Senders zwischen einigen 10 und rund 200 km. Daher besteht ein UKW-Sendernetz aus recht vielen Sendern, die in geringen Abständen, meist auf Anhöhen, aufgebaut sind. In gebirgigen Gebieten setzt man häufig Füllsender ein.

## Situation in Deutschland
Der erste UKW-Sender in Deutschland startete am 28. Februar 1949 um 16:30 Uhr auf dem Gelände des Bayerischen Rundfunks in München-Freimann. Er war zugleich der erste UKW-Sender Europas.
In Deutschland war im Telekommunikationsgesetz in der Fassung vom 22. Juni 2004 vorgesehen, bis spätestens 2015 den UKW-Hörfunk durch Widerruf bestehender Frequenzzuteilungen zu beenden. Dieser Plan wurde jedoch im Jahr 2011 aufgegeben. Der aktuelle Frequenzplan wurde im März 2019 verabschiedet.
Obgleich das digitale DAB+ Zuwächse hat, gab es auch noch 2021 in Deutschland kein festgelegtes Ende des UKW-Sendebetriebs. Im Februar 2024 wurde aufgrund einer UKW-Nutzung beim Radioempfang von über 53 % (DAB+ 13 %) durch die Kommission zur Ermittlung des Finanzbedarfs der Rundfunkanstalten (KEF) die Finanzierung bis 2032 verlängert.

## Situation in der Schweiz
Das Schweizer Radio SRG hatte ab 1931 auf Mittelwelle gesendet, dazu kamen die Hörer des Telefonrundspruchs. Ab den 1950er-Jahren war ein UKW-Netz aufgebaut worden und 1978 wurde eine Kampagne gestartet, um die verbleibenden Mittelwelle-Hörer auf UKW einzustimmen. Das Radio-Monopol begann kurz darauf im Jahr 1979 zu wanken, als Roger Schawinski den damals stärksten UKW-Sender der Welt auf dem Pizzo Groppera installierte, um von Italien aus den Raum Zürich mit – in der Schweiz illegalem – Privatradio zu versorgen. Privatradios gab es in der Schweiz ab 1983. Ab 1999 investierte die SRG auch in die DAB-Technologie, Ende 2024 schaltete sie ihre rund 850 UKW-Antennen ab. Der Privatradio-Pionier Schawinski sagte dem öffentlich-rechtlichen Radio einen Shit-Storm voraus. Insbesondere warf er dem SRF vor, falsche Zahlen zu verbreiten; die von SRF angegebenen 10 Prozent «reiner» UKW-Hörer sei nicht relevant, da gemischt gehört werde, und diese gemischte Nutzung betreffe 33 Prozent der Bevölkerung. Schawinski werde seinen Sender Radio 1 bis 2026 auf UKW verbreiten. Die UKW-Funkkonzessionen für die Radiobranche hatte die Schweizer Regierung im Oktober 2023 ein letztes Mal bis Ende 2026 verlängert.

## Verwendung des UKW-Frequenzspektrums
| Frequenzbereich        | Bundesrepublik Deutschland                                                                                                  | Nutzung       | Bemerkung |
| ---------------------- | --- | ------------- | --- |
| 30,005–30,1 MHz        | Weltraumfernwirkfunkdienst, Mobilfunkdienst, Weltraumforschungsfunkdienst, Fester Funkdienst                                | ziv, mil      | |
| 30,01–34,35 MHz        | Mobilfunkdienst, Fester Funkdienst                                                                                          | ziv, mil      | drahtlose Mikrofone                                                                                            |
| 34,35–36,55 MHz        | Mobilfunkdienst, Fester Funkdienst                                                                                          | zivil         | Modellfernsteuerung, drahtlose Mikrofone, Betriebsfunk, Funkanwendungen BOS                                    |
| 36,55–37,75 MHz        | Mobilfunkdienst, Fester Funkdienst                                                                                          | ziv, mil      | drahtlose Mikrofone, Führungsfunkanlagen, Fernwirkanlagen                                                      |
| 37,75–38,25 MHz        | Mobilfunkdienst, Fester Funkdienst, Radioastronomie                                                                         | ziv, mil      | drahtlose Mikrofone, Führungsfunkanlagen, Fernwirkanlagen                                                      |
| 38,25–38,45 MHz        | Mobilfunkdienst, Fester Funkdienst                                                                                          | ziv, mil      | |
| 38,45–39,85 MHz        | Mobilfunkdienst, Fester Funkdienst                                                                                          | zivil         | Funkanwendungen BOS                                                                                            |
| 39,85–41 MHz           | Mobilfunkdienst, Fester Funkdienst                                                                                          | ziv, mil      | Personenrufanlagen, Fernwirkanlagen, Modellfernsteuerung, ISM-Anwendungen                                      |
| 41–47 MHz              | Mobilfunkdienst, Fester Funkdienst                                                                                          | militärisch   | |
| 47–68 MHz              | Rundfunkdienst, Mobiler Landfunkdienst, Amateurfunkdienst                                                                   | ziv, mil      | in definierten geographischen Bereichen Fernsehrundfunk (Band I)                                               |
| 68–70 MHz              | Mobiler Landfunkdienst | zivil         | Betriebsfunk, Funkanwendungen der Eisenbahn                                                                    |
| 70–74,2 MHz            | Fester Funkdienst, Mobilfunkdienst außer mobiler Flugfunkdienst                                                             | militärisch   | |
| 74,2–74,8 MHz          | Mobiler Landfunkdienst | zivil         | Funkanwendungen BOS                                                                                            |
| 74,8–75,2 MHz          | Flugnavigationsfunkdienst                                                                                                   | ziv, mil      | Markierungsfunkfeuer der Flugsicherung                                                                         |
| 75,2–78,7 MHz          | Mobiler Landfunkdienst | zivil         | Funkanwendungen der Eisenbahn, Betriebsfunk, Funkanwendungen BOS                                               |
| 78,7–84 MHz            | Mobilfunkdienst außer mobiler Flugfunkdienst, fester Funkdienst                                                             | (militärisch) | |
| 84–87,5 MHz            | Mobiler Landfunkdienst | zivil         | Funkanwendungen BOS, Funkrufdienst Eurosignal                                                                  |
| 87,5–108 MHz           | Rundfunkdienst | zivil         | Hörfunk via UKW-Rundfunk (auch als FM bekannt)                                                                 |
| 108–117,957 MHz        | Flugnavigationsfunkdienst                                                                                                   | ziv, mil      | UKW-Drehfunkfeuer (VOR) und Landekurssender (ILS) der Flugsicherung                                            |
| 117,975–137 MHz        | Mobiler Flugfunkdienst (R)                                                                                                  | ziv, mil      | Sprechfunk für Flugsicherungszwecke                                                                            |
| 137–138 MHz            | Weltraumfernwirkfunkdienst, Wetterfunkdienst über Satelliten, Weltraumforschungsfunkdienst, Mobilfunkdienst über Satelliten | zivil         | Wettersatelliten                                                                                               |
| 138–144 MHz            | Mobiler Flugfunkdienst (OR), Mobiler Landfunkdienst, Weltraumforschungsfunkdienst                                           | militärisch   | Flugfunk |
| 144–146 MHz            | Amateurfunkdienst, Amateurfunkdienst über Satelliten                                                                        | zivil         | |
| 146–148 MHz            | Mobiler Landfunkdienst | zivil         | Betriebsfunk, Funkanwendungen der Eisenbahn                                                                    |
| 148–149,9 MHz          | Mobilfunkdienst, Mobilfunkdienst über Satelliten                                                                            | zivil         | Betriebsfunk                                                                                                   |
| 149,9–150,05 MHz       | Navigationsfunkdienst über Satelliten, Mobiler Landfunkdienst über Satelliten                                               | zivil         | Zigada, Transit                                                                                                |
| 150,05– 156,7625 MHz   | Mobilfunkdienst außer mobiler Flugfunkdienst                                                                                | zivil         | Betriebsfunk, Binnenwasserfunk, Seefunkdienst                                                                  |
| 156,7625– 156,8375 MHz | Mobiler Seefunkdienst (Notfall und Anruf)                                                                                   | ziv, mil      | |
| 156,025– 162,025 MHz   | Binnenschifffahrtsfunk | ziv           | |
| 156,8375– 174 MHz      | Mobilfunkdienst außer mobiler Flugfunkdienst                                                                                | zivil         | Betriebsfunk, Funkrufdienst ERMES, Seefunkdienst, BOS-Funk, Funkanwendungen der Eisenbahn, Fernwirkfunkanlagen |
| 174–223 MHz            | Rundfunkdienst | zivil         | Hörfunk via DAB, Reportagefunk                                                                                 |
| 223–230 MHz            | Rundfunkdienst, Mobiler Landfunkdienst                                                                                      | ziv, mil      | DAB |
| 230–235 MHz            | Mobilfunkdienst, Fester Funkdienst                                                                                          | militärisch   | Flugfunk, Richtfunk                                                                                            |
| 235–272 MHz            | Mobilfunkdienst, Fester Funkdienst                                                                                          | militärisch   | Flugfunk, Richtfunk                                                                                            |
| 272–273 MHz            | Mobilfunkdienst, Weltraumfernwirkfunkdienst, Fester Funkdienst                                                              | militärisch   | Flugfunk, Richtfunk                                                                                            |
| 273–312 MHz            | Mobilfunkdienst, fester Funkdienst                                                                                          | (militärisch) | Flugfunk, Richtfunk                                                                                            |

Anmerkung zur Schreibweise:
- in Fettbuchstaben: Primärfunkdienst
- in Normalschrift: Sekundärfunkdienst